# Ганс Кольбе
Ганс Кольбе (нім. Hans Kolbe; 11 травня 1882, Ерфурт — 8 вересня 1957, Кіль) — німецький ландрат і військово-морський діяч, віце-адмірал.

## Біографія
7 квітня 1900 року вступив на флот. Пройшов підготовку на навчальних кораблях «Гнейзенау» і «Штейн», а також у військово-морському училищі. Служив на лінійному кораблі «Імператор Вільгельм II». 1 жовтня 1905 року переведений в міноносний флот. У 1909-11 роках служив в Китаї і на Далекому Сході. З 1912 року — командир міноносця. Учасник Першої світової війни, командир 2-ї (1 листопада 1914 — 13 березня 1917) і 3-ї (14 березня 1917 — 6 листопада 1918) півфлотилій.
Після закінчення війни залишений на флоті. З 23 серпня 1920 року — командир 3-ї флотилії, з 9 вересня 1921 року — 3-го батальйону берегової оборони. З 27 вересня 1924 року — начальник штабу торпедних інспекції. З 25 вересня 1926 року — командир крейсера «Берлін», з 28 березня 1929 року — корабельної кадрованої дивізії «Остзе». 20.9.1929 очолив штаб військово-морської станції «Остзеє». З 1.4.1931 начальник торпедної інспекції, одночасно в 1931-32 неодноразово виконував обов'язки інспектора навчальних закладів. 1.10.1932 призначений командувачем розвідувальними силами флоту. Прохолодно поставився до приходу нацистів до влади і 24.9.1934 був відсторонений від посади і звільнений у відставку.
В 1934 році вступив у НСДАП (квиток №2 063 199) і очолив Імперський союз німецької морської могутності.  З 1935 року — керівник Німецького Червоного Хреста в Шлезвігу. З 1936 року — обласний керівник Імперського колоніального союзу. Також був членом наступних організацій: Націонал-соціалістична народна благодійність, Імперський союз ППО, Народний союз німців за кордоном, Нордичне товариство і Товариство німецьких мисливців.  

## Звання
- Кадет (7 квітня 1900)
- Фенріх-цур-зее (19 квітня 1901)
- Лейтенант-цур-зее (27 вересня 1903)
- Оберлейтенант-цур-зее (30 березня 1906)
- Капітан-лейтенант (10 квітня 1911)
- Корветтен-капітан (21 січня 1920)
- Фрегаттен-капітан (1 серпня 1925)
- Капітан-цур-зее (1 січня 1928)
- Контр-адмірал (1 жовтня 1931)
- Віце-адмірал-інженер запасу (30 вересня 1934)
- Почесний штандартенфюрер СС (1940)

## Нагороди
- Орден Вази, лицарський хрест (Швеція; 5 серпня 1905)
- Орден Червоного орла 4-го класу
- Залізний хрест 2-го і 1-го класу
- Хрест «За військові заслуги» (Мекленбург-Шверін) 2-го класу
- Королівський орден дому Гогенцоллернів, лицарський хрест з мечами (31 грудня 1917)
- Ганзейський Хрест (Любек)
- Хрест «За вислугу років» (Пруссія) (1925)
- Рятувальна медаль (Португалія) (1927)
- Авіський орден, командорський хрест (Португалія; 3 червня 1927)
- Почесний хрест ветерана війни з мечами
- Медаль «За вислугу років у НСДАП» в бронзі (10 років; 1944)